# 862

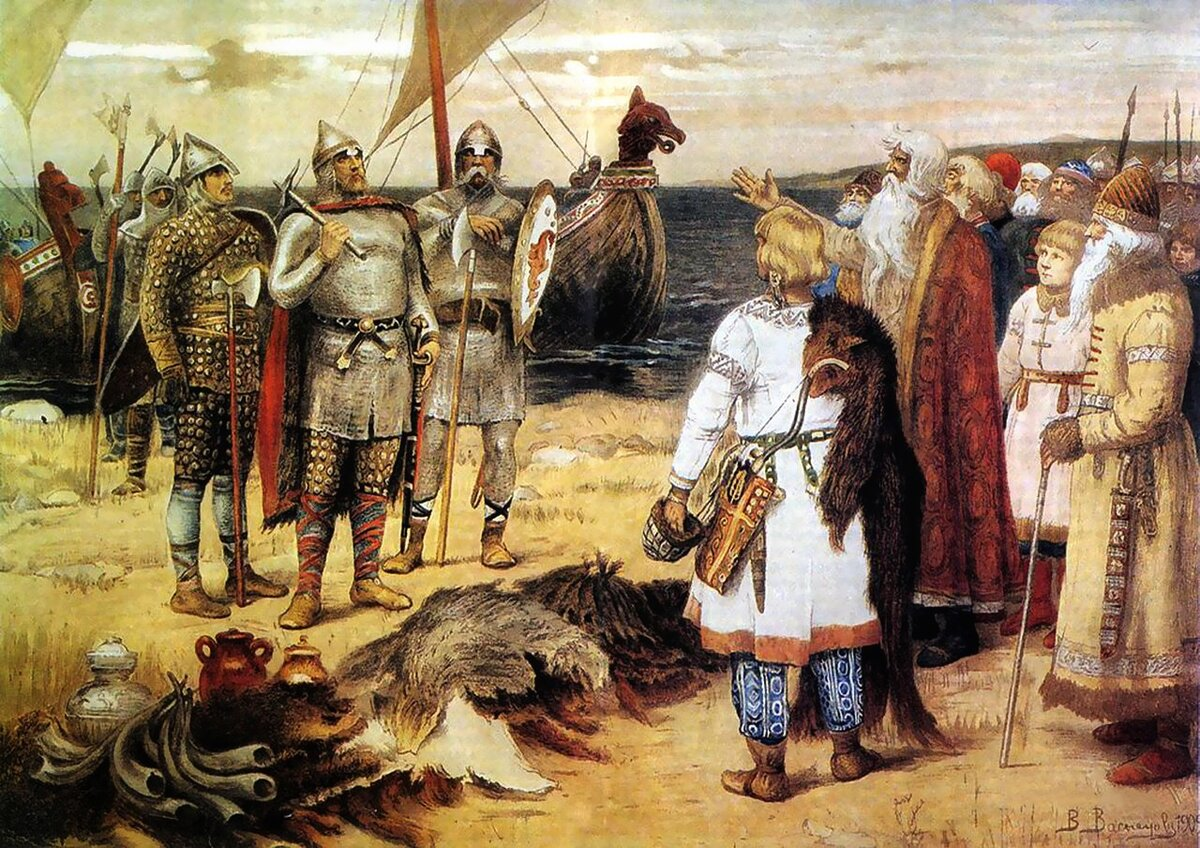
Rurik gaat aan land bij Staraja Ladoga

Het jaar 862 is het 62e jaar in de 9e eeuw volgens de christelijke jaartelling.

## Gebeurtenissen

### Europa
- De Varjagen (Viking-krijgers uit Scandinavië) onder leiding van Rurik gaan aan land bij Staraja Ladoga (huidige Rusland). Hij sticht een handelsnederzetting en laat bij Holmgard (latere Novgorod) een houten fort bouwen. Rurik wordt de grondlegger van de Ruriken-dynastie en vestigt in een korte periode belangrijke handelspunten langs de rivier de Dnjepr.
- Koning Lotharius II van Lotharingen laat zich met toestemming van de bisschoppen van Keulen en Trier scheiden van Theutberga. Hij treedt in het huwelijk met Waldrada, zij wordt tot koningin gekroond.
- 13 april - Koning Donald I van Schotland overlijdt na een regeerperiode van 4 jaar. Hij wordt opgevolgd door zijn neef Constantijn I als heerser van Alba (huidige Schotland).
- Vikingen onder aanvoering van Wieland worden bij Trilbardou door de Franken in een hinderlaag gelokt. Hij geeft zich over en bekeert zich tot het christendom.
- De 16-jarige Lodewijk de Stamelaar, de oudste zoon van koning Karel de Kale, wordt benoemd tot gouverneur van Neustrië en graaf van Meaux.
- Eerste schriftelijke vermeldingen van de Russische steden Belozersk, Moerom en Rostov.

## Geboren
- Xi Zong, keizer van het Chinese Keizerrijk (overleden 888)

## Overleden
- 13 april - Donald I, koning van Schotland
- 2 juli - Swithin (62), bisschop van Winchester
- Lupus van Ferrières, Frankisch abt (waarschijnlijke datum)